# Josephine Tey
Josephine Tey o Gordon Daviot, pseudonimo di Elizabeth Mackintosh (Inverness, 25 luglio 1896 – Londra, 13 febbraio 1952), è stata una scrittrice scozzese.

## Biografia
Elizabeth era la più anziana delle figlie di Colin MacKintosh, un fruttivendolo, e di Josephine Horne, un'insegnante. La sua formazione scolastica iniziò alla Royal Academy di Inverness, per poi concludersi con il diploma di insegnante di educazione fisica conseguito all'Anstey Physical Training College di Erdington, frequentato dal 1914 al 1917.
Terminati gli studi, dopo una breve esperienza in una clinica di fisioterapia a Leeds, Elizabeth segue le orme della madre dedicandosi all'insegnamento. Lavora in diverse città tra cui Liverpool, Oban, Eastbourne e Tunbridge, dove si soffermerà più a lungo. Queste esperienze fornirono molti spunti all'autrice, che in alcune opere riprodurrà ambientazioni simili a quelle in cui si trovò a lavorare, o trarrà ispirazione da eventi accaduti durante la carriera scolastica. Ne è esempio l'opera del 1946 Miss Pym Disposes in cui un incidente accaduto in palestra durante il periodo di insegnamento ad Oban verrà utilizzato come causa di un decesso.
Nel 1923 Elizabeth interrompe l'attività di docente per dedicarsi alla cura della madre malata e del padre. La sua produzione letteraria inizia in questo periodo; nel 1929 pubblica sotto lo pseudonimo Gordon Daviot, le opere "Kif" e "The Man in the Queue" (Tra la Folla). Kif, il racconto delle difficoltà di un ragazzo arruolatosi durante la Prima Guerra Mondiale e poi caduto in una vita votata al crimine, venne accolto dalla critica in maniera fredda, forse a causa del gran numero di opere esistenti, ambientate durante il primo conflitto mondiale.
La scelta dell'autrice di utilizzare uno pseudonimo maschile probabilmente è da addebitarsi alla convinzione di poter godere di maggiori possibilità di pubblicazione presso gli editori sotto questa identità. Se ancora si dibatte sul motivo della scelta del nome Gordon, meno spazio all'immaginazione viene lasciato per quanto riguarda la scelta del cognome Daviot, probabilmente dovuta a una località in cui la famiglia MacKintosh era solita trascorrere le vacanze durante l'infanzia di Elizabeth.

### Romanzi gialli
The Man in the Queue (1929) segna la prima apparizione del detective Alan Grant e narra le indagini di quest'ultimo impegnato nella risoluzione di un caso di omicidio avvenuto in un teatro del West End londinese. Pur presentando caratteristiche non convenzionali per i romanzi polizieschi del tempo, l'opera venne accolta positivamente dalla critica, aggiudicandosi il premio offerto dalla casa editrice Dutton.
La produzione di romanzi gialli continuò nel 1936 con la pubblicazione di A Shilling for Candles, scritto sotto lo pseudonimo di Josephine Tey, scelto in onore del cognome di una bisnonna vissuta nella contea di Suffolk. L'opera in questione ha sempre come protagonista il detective Grant, questa volta però affiancato nel processo di indagine da una giovane ragazza di nome Erica Burgoyne. Quest'ultima si distingue per la sua arguzia e per il coraggio nel contrastare le ipotesi proposte da Grant. Le peculiarità di Erica spingeranno il regista Alfred Hitchcock a basare le vicende di Giovane e Innocente (Young and Innocent) sulla giovane protagonista del romanzo.
Nel 1946, ancora con lo pseudonimo di Josephine Tey, viene pubblicato Miss Pym Disposes. L'ambientazione del romanzo è chiaramente ispirata all'istituto frequentato dall'autrice negli ultimi anni della formazione scolastica, ovvero l'Anstey Physical Training College di Erdington. Quest'opera non ha Alan Grant come protagonista, ma l'ex insegnante di francese Lucy Pym, trovatasi al centro di un caso di omicidio mentre teneva una lezione in una scuola su un best seller da lei scritto. L'indagine si chiuderà con un clamoroso errore della protagonista, che finirà per accusare un innocente.
The Franchise Affair del 1948, riprende il motivo dell'accusa ai danni di persone innocenti. In quest'opera il detective Grant appare solo all'inizio, le indagini del caso al centro della narrazione verranno svolte dal protagonista Robert Blair.
In Brat Farrat, uscito nel 1949, si ripresenta la tematica della solitudine del protagonista e delle apparenze ingannevoli. Una peculiarità del romanzo è l'assenza di una figura che ufficialmente svolga le indagini sul caso in questione. La scoperta della verità giunge attraverso le deduzioni e le scoperte del protagonista che in primis si era servito di menzogne, spacciandosi per un'altra persona, per avere l'occasione di migliorare la propria vita.
Nel 1950 viene pubblicato To Love and Be Wise, che ha sempre Grant come protagonista. In questo romanzo però avviene un cambiamento: mentre nei romanzi precedenti entravano in conflitto l'elemento logico tipico della professione di Grant con le intuizioni derivategli dal suo istinto, ora questi due elementi si equilibrano. Nel romanzo verranno inoltre messi in luce alcuni aspetti della vita privata del detective che non erano mai stati approfonditi in precedenza, come l'amicizia con l'attrice Marta Hallard.
Il romanzo giallo più celebre di Elizabeth MacKintosh viene pubblicato nel 1951: La figlia del tempo (The Daughter of Time), che ha per protagonista l'ispettore Alan Grant. Questa volta però egli non svolge le indagini direttamente sul campo, ma da un letto di ospedale in cui è confinato a causa di un infortunio ad una gamba. Preso dalla noia della convalescenza, il poliziotto si troverà ad indagare su uno dei crimini più efferati della storia inglese: l'uccisione di Edoardo V e del fratello nella Torre di Londra. Di questo vile atto era stato incolpato il re Riccardo III, ma Alan Grant dimostrerà che il sovrano era del tutto innocente.
L'ultima opera di questo genere attribuita a MacKintosh è The Singing Sands, pubblicata postuma, dopo il ritrovamento della bozza dell'opera. In quest'ultimo romanzo il detective Grand, quasi in via di lasciare Scotlan Yard, viene presentato in preda a ad attacchi di panico e claustrofobia, minato da una sorta di depressione. Il cliché del detective impavido e sicuro di sé viene abbandonato, a favore di un personaggio che mostra la sua vulnerabilità, e che può essere interpretato anche come simbolo di un'inedita ambiguità sessuale, mai manifestata nei romanzi polizieschi del periodo.

### Opere teatrali
La produzione letteraria di Elizabeth MacKintosh conta anche una dozzina di opere teatrali, composte tutte con lo pseudonimo di Gordon Daviot. La più celebre è Richard of Bordeaux (1932). Il protagonista, John Gielgud, affermerà di essere rimasto molto colpito dalle abilità di MacKintosh, che sarebbe riuscita a migliorare il personaggio di Richard, creato da Shakespeare, donandogli un tocco di ironia e humor. L'opera fu messa in scena nel 1933 al New Theatre di Londra. In questo periodo l'autrice venne citata in tribunale per plagio da un biografo di Richard II, il quale sostenne che l'autrice avrebbe copiato le caratteristiche attribuite al protagonista, da lui originariamente definite.
A Richard of Bordeaux seguirono The Laughing Woman e Queen of Scots, che però riscossero un minore successo.

## Morte
Nel 1950 o 1951 l'autrice scoprì di essere malata in maniera incurabile; non rivelò la sua condizione medica né agli amici più intimi né ai familiari. Morì il 13 febbraio del 1952 durante un viaggio verso Londra.

## Opere pubblicate

### Romanzi gialli

#### Saga dell'ispettore Grant
- 1929 - Tra la folla (The Man in the Queue), I Romanzi della Sfinge n. 5, Salani (1933) scritto con lo pseudonimo di Gordon Daviot (ripubblicato negli Oscar Mondadori con il titolo "L'uomo in coda")
- 1936 - È caduta una stella (A Shilling for Candles: The Story of a Crime), Il Giallo Mondadori n. 1541 (1978)
- 1948 - Il livido sulla spalla (The Franchise Affair), I Gialli Proibiti n. 2, Longanesi (1952); Un'accusa imbarazzante, Nottetempo (2010)
- 1950 - La strana scomparsa di Leslie (To Love and Be Wise), I Classici del Giallo Mondadori n. 946 (2003);
- 1951 - La figlia del tempo (The Daughter of Time), Il Giallo Mondadori n. 1425 (1976); I Classici del Giallo Mondadori n. 589 (1989); Sellerio (2000)
- 1952 - Sabbie canore (The Singing Sands), Il Giallo Mondadori n. 2239 (1991). Sabbie che cantano, Mondadori (2013)

#### Altri gialli
- 1946 - Miss Pym (Miss Pym Disposes), Tartaruga Nera n. 9, Edizioni della Tartaruga (1987); Il pesanervi (2007), Nottetempo
- 1949 - Il ritorno dell'erede (Brat Farrar), Il Giallo Mondadori n. 2784 (2002)

### Altri romanzi
- 1929 - Kif: An Unvarnished History
- 1931 - The Expensive Halo: A Fable without Moral
- 1952 - The Privateer

### Biografie
- 1937 - Claverhouse

### Teatro
- 1932 - Richard of Bordeaux
- 1934 - The Laughing Woman
- 1934 - Queen of Scots
- 1939 - The Stars Bow Down
- 1946 - Cornelia
- 1946 - The Little Dry Thorn
- 1947 - Rahab
- 1947 - Leith Sands
- 1948 - Valerius
- 1949 - The Balwhinnie Bomb
- 1951 - Sara
- 1955 - Dickon